# Mejor morir en pie
Mejor morir en pie es el séptimo álbum de estudio del grupo español de heavy metal Tierra Santa y fue publicado en 2006.  Fue grabado a finales de 2005 y principios de 2006.
Este disco contiene 11 canciones, de las cuales una es una versión en heavy metal del «Himno a la alegría» de Ludwig van Beethoven.
Tierra Santa decidió promocionar Mejor morir en pie antes de su publicación e iniciaron una gira por Hispanoamérica.  Se presentaron en las respectivas ciudades capitales de Colombia (también se presentó en Medellín), Chile, Perú, Argentina, Costa Rica, Guatemala y Honduras.
Después de esta gira, los miembros de la banda decidieron reemplazar en la batería a Iñaki por David, ya que había una relación muy difícil entre Iñaki y el resto del grupo.

## Lista de canciones
Todas las canciones fueron escritas por Tierra Santa, excepto donde se indica lo contrario.

| N.º | Título                      | Escritor(es)         | Duración |  |
| 1.  | «Mejor morir en pie»        |                      | 3:48     |  |
| 2.  | «Un grito en el aire»       |                      | 3:39     |  |
| 3.  | «Magia»                     |                      | 4:10     |  |
| 4.  | «La impureza de la amistad» |                      | 3:42     |  |
| 5.  | «Otelo»                     |                      | 3:47     |  |
| 6.  | «Si tu alma has de vender»  |                      | 3:49     |  |
| 7.  | «Hoy vivo por ti»           |                      | 4:05     |  |
| 8.  | «Una luz en la oscuridad»   |                      | 2:58     |  |
| 9.  | «La tentación»              |                      | 3:59     |  |
| 10. | «Nunca te alejes de mi»     |                      | 3:33     |  |
| 11. | «Himno a la alegría»        | Ludwig van Beethoven | 2:36     |  |

## Formación
- Ángel San Juan — voz principal y guitarra
- Arturo Morras — guitarra
- Roberto Gonzalo — bajo
- Mikel G. Otamendi— teclados
- Iñaki Fernández — batería

## Posicionamiento
| Año  | País   | Lista           | Posición máxima |
| ---- | ------ | --------------- | --------------- |
| 2006 | España | Top 100 Álbumes | 27.º            |

En España, Mejor morir en pie se colocó en el 27.º lugar de los 100 álbumes más populares de la asociación de Productores de Música de España el 4 de junio de 2006.